# Корональний дощ
Корональний дощ (англ. Coronal rain) — явище в сонячній атмосфері, яке традиційно вважають одним з видів сонячного протуберанеця, хоча деякі останніми наукові дані відрізняють корональний дощ від протуберанців. Явище відбувається в сонячній короні, коли гаряча плазма у короні охолоджується і конденсується в сильному магнітному полі, після чого повільно стікає з великих висот у фотосферу Сонця уздовж злегка вигнутих траєкторій Стікання речовини відбувається в нижніх частинах дуг петлі магнітного поля, сильно витягнутих до корони.
Швидкість падаючої речовини перебуває в діапазоні 50-100 км/с, а температура становить близько 50000 K. Речовина падає з меншим прискоренням, ніж мала б падати, виходячи з сили тяжіння Сонця. Таке сповільнення може бути пов'язане з опором від тиску газу або магнітних сил.
Явище коронального дощу вперше виявили на початку 1970-х років, зокрема в роботах Кавагуті (1970) і Лероя (1972). Спочатку вважали, що це незвичайне, рідкісне явище, але недавні спостереження на SST, телескопі на супутнику Hinode та Solar Dynamics Observatory показали, що корональні дощі поширені в активних областях сонячної корони. Останні спостереження показують, що через рух уздовж ліній магнітного поля корональний дощ має динамічну, волокнисту структуру, деталі якої існують 1-10 хвилин і мають невеликий розмір (200 км або менше).
Враховуючи той факт, що лінії магнітного поля Сонця невидимі, спостереження корональних дощів дозволяють опосередковано досліджувати процес формування та просторового розподілу магнітного поля.